# Taste the Poison
Taste the Poison to ostatni album szwedzkiej grupy Satanic Surfers. Płyta została wydana przez Bad Taste Records roku. Do piosenki U+I R 1 został nakręcony teledysk. Nagrano i zmiksowano w studiu w Malmö w maju i czerwcu 2005. Mastering Berno Paulsson and Patrik Wulf. Okładkę zaprojektował Robert Samsonowitz.

## Lista utworów
1. Callousness
2. Who Prospers?
3. Weight on My Shoulders
4. False Ambitions
5. Stranglehold
6. Blood on the Sidewalk
7. Lead Us to the Gallows
8. U+I R 1
9. Restless Anger
10. Down in Fire
11. One by One
12. Malice & Spite
13. Rise